# Phytodietus nigrus
Phytodietus nigrus là một loài tò vò trong họ Ichneumonidae.